# Faces do Subúrbio
Faces do Subúrbio est un groupe brésilien de rap rock, originaire de Recife, au Pernambouc, qui fait partie du mouvement mangue beat.

## Histoire
Le groupe a commencé ses activités en 1992. Inspirés par des rappeurs brésiliens (comme Thaíde e DJ Hum) et des groupes qui mêlaient ce style au rock (comme les Américains Body Count), les breakdancers « Tiger » et « Zé Brown » commencent à se produire, parfois à l'occasion de festivals comme l'Abril Pro Rock. En 1996, ils intègrent des instruments de musique à leurs performances et Faces do Subúrbio voit le jour. L'année suivante, le groupe sort son premier album, Faces do Subúrbio, une production indépendante financée par le gouvernement de Pernambuco par le biais d'une loi d'incitation culturelle. Ce travail attire l'attention du label MZA, qui les signe et réédite l'album en 1998, avec une nouvelle pochette et davantage de morceaux.
En 2000, s'investissant encore plus dans les rythmes du nord-est, le groupe sort Como É Triste de Olhar, son deuxième album inédit. L'année suivante, cet album est nommé aux Latin Grammy dans la catégorie « Meilleur album de rap ». En 2005, le groupe se produit lors d'un concert organisé à São Paulo. En 2005, le groupe se produit en France, dans le cadre du programme « Année du Brésil en France », au Carreau du Temple. 

## Style musical
Avec un mélange de hip-hop, d'embolada (un rythme traditionnel de Recife) et de repente, le groupe est nommé pour un Latin Grammy en 2001. Les membres du groupe sont impliqués dans des projets sociaux et donnent souvent des cours de danse et de musique à des enfants défavorisés.

## Membres

### Membres actuels
- Zé Brown – chant, tambourin
- Tiger – chant, tambourin
- Ony – guitare, alto
- Eduardo Slap – basse
- Perna – batterie
- DJ Beto – pick-up

## Discographie
- 1997 : Faces do Subúrbio (CD ; réédité en 1998 par MZA Universal)
- 1999 : Participação avec le morceau Piercing sur l'album Vô Imbolá de Zeca Baleiro[7]
- 2000 : Como É Triste de Olhar (CD ; MZA Universal)
- 2005 : Perito em Rima (MZA Universal)

## Distinctions
| Année | Prix         | Catégorie             | Nommé                  | Résultat   | Réf.  |
| ----- | ------------ | --------------------- | ---------------------- | ---------- | ----- |
| 2001  | Latin Grammy | Meilleur album de rap | Como É Triste de Olhar | Nomination | [ 4 ] |